# Robert Wancour
Robert Wancour (Wervik, 11 december 1884 – Ligny, 26 november 1976) was een Belgische wielrenner. Hij was beroepsrenner van 1906 tot 1911.

## Reus
Hij was de eerste renner die het Kampioenschap van Vlaanderen in Koolskamp won. Hij won daar zowel in 1908 als in 1909. Hij moest het vooral hebben van regionale wedstrijden, waarvan hij er in 1907 niet minder dan 31 won, veelal in Wallonië waar hij ging wonen na zijn huwelijk.
Robert Wancour nam in 1906 deel aan de Ronde van Frankrijk, maar gaf al op na de eerste rit.
Hij werd vanwege zijn - voor die tijd - ongewone gestalte van 1,85 m De Reus van Wervik genoemd.

## Resultaten in voornaamste wedstrijden
| Jaar | Ronde van Italië | Ronde van Frankrijk | Ronde van Spanje |
| ---- | ---------------- | ------------------- | ---------------- |
| 1906 |                  | opgave              |                  |
| 1907 |                  |                     |                  |

| Jaar | Parijs-Brussel |
| ---- | -------------- |
| 1906 |                |
| 1907 | Brons          |